# 格拉斯卡克縣 (德克薩斯州)
格拉斯卡克縣（英語：Glasscock County）是美國德克薩斯州西部的一個縣。面積2,333平方公里。根據美國2000年人口普查，共有人口1,406人。縣治加登城（Garden City）。
成立於1887年。本縣紀念州眾議員的喬治·華盛頓·格拉斯卡克（George Washington Glasscock）。本縣有93.1%選民在2000年美國總統選舉中支持共和黨，是全國之最。